# Jehor Bezuhły
Jehor Bezuhły (ukr. Єгор Безуглий; ur. 1 października 1991 w Charkowie) – ukraiński hokeista, reprezentant Ukrainy.

## Kariera
- Drużba-78 Charków (2004-2005)
- Needham High (2008-2009)
- HK Charków (2009-2010)
- Brewster Academy (2010-2011)
- Norwich University (2008-2009)
- Sokił Kijów (2013-2014)
- HC GKS Katowice (2014-2015)
- Generals Kijów (2015-2016)
- Donbas Donieck (2016/2017)
- Generals Kijów (2016/2017)
- Narmanspor Kulübü (2018-2019)
- Hockey Punks (2019-2020)
- Charkiwśki Berserky (2022-)

Od 2014 zawodnik HC GKS Katowice w rozgrywkach Polskiej Hokej Ligi. W barwach klubu grał w sezonie PHL 2014/2015. Od sierpnia 2015 zawodnik Generals Kijów. Od listopada 2016 zawodnik Donbasu Donieck. Przed sezonem 2022/2023 przeszedł do drużyny Charkiwśki Berserky.
Grał w kadrach juniorskich Ukrainy. Uczestniczył w turnieju mistrzostw świata juniorów do lat 20 w 2010, 2011 (Dywizja I). Został kadrowiczem seniorskiej kadry Ukrainy. Uczestniczył w turnieju hokeja mężczyzn na Zimowej Uniwersjadzie 2013.

## Sukcesy
Klubowe
- Brązowy medal mistrzostw Ukrainy: 2010 z HK Charków, 2014 z Sokiłem Kijów
- Srebrny medal mistrzostw Ukrainy: 2016 z Generals Kijów
- Złoty medal mistrzostw Ukrainy: 2017 z Donbasem Donieck